# Habrocomes marmoratus
Habrocomes marmoratus är en insektsart som först beskrevs av Bolívar, I. 1906.  Habrocomes marmoratus ingår i släktet Habrocomes och familjen vårtbitare. Inga underarter finns listade i Catalogue of Life.